# Luba-katanga
Ne doit pas être confondu avec Luba-kasaï.
Le luba-katanga, ou kiluba (autonyme : kiluba), est une langue bantoue, parlée principalement par un sous-groupe des baluba dans le sud-est de la République démocratique du Congo.

## Noms
Le luba-katanga ou kiluba a aussi été appelé « luba-shaba », lorsque l’ancienne province du Katanga était appelée « Shaba » (officiellement de 1971 à 1997). Il est parfois aussi appelé « luba » mais ce nom peut aussi désigner d’autres langues luba, la désignation « luba-katanga » étant plus spécifique bien que d’autres langues luba soient parlées dans le Katanga.

## Répartition géographique
Le luba-katanga est parlé par environ 1 510 000 personnes en 1991, principalement dans la province du Haut-Lomami, dans la province du Lomami, et au sud-est de la province du Sankuru. Tous les adultes le parlent, mais seulement certains jeunes, ce qui met cette langue en danger. Elle est également parlée comme seconde langue par les locuteurs du chikaonde.

### Dialectes
L’Atlas linguistique d'Afrique centrale dénombre les variantes ou dialectes suivants :
- kinenkinda
- kikenkasongwa-nyembo
- kinekalùndwè
- kinekabòngò
- kinekapàmàyì
- kinemàlèmbà-nkulù
- kinekitùmbà
- kinekìnkonjà
- kinemànònò
- kinenkòlò
- kinekeyambì

## Prononciation

### Voyelles
|             | Antérieures | Postérieures |
| ----------- | ----------- | ------------ |
| Fermées     | i iː        | u uː         |
| Mi-ouvertes | ɛ ɛː        | ɔ ɔː         |
| Ouvertes    | a aː        |              |

Les voyelles mi-ouvertes /ɛ, ɛː, ɔ, ɔː/ sont transcrites [ɛ, ɛː, ɔ, ɔː] par Adalbertus Gillis et [e, eː, ɔ, ɔː] par Nkiko Munya Rugero.

### Consonnes
|          | Bilabial | Bilabial | Labio- dental | Labio- dental | Alvéolaire | Alvéolaire | Post- alvéolaire | Post- alvéolaire | Palatal | Palatal | Vélaire | Vélaire |
| -------- | -------- | -------- | ------------- | ------------- | ---------- | ---------- | ---------------- | ---------------- | ------- | ------- | ------- | ------- |
| Occlusif | p        | b        |               |               | t          | d          |                  |                  |         |         | k       | ɡ       |
| Nasal    | m        | m        |               |               | n          | n          |                  |                  | ɲ       | ɲ       | ŋ       | ŋ       |
| Fricatif | (ɸ)      | (β)      | f             | v             | s          | z          | ʃ                | ʒ                |         |         |         |         |
| Spirant  |          |          |               |               | l          | l          |                  |                  | j       | j       | w       | w       |

Plusieurs consonnes sont prénasalisées : /ᵐp, ⁿt, ᵑk, ᵐb, ⁿd, ᵑɡ, ᶬf, ⁿs, ⁿʃ, ᶬv, ⁿz, ⁿʒ/.
Les consonnes bilabiales fricatives [ɸ], [β] sont des allophones des consonnes bilabiales occlusives /p/, /b/ en position intervocalique ou avant une semivoyelle.

## Grammaire
Les classes nominales du kiluba sont organisées en paires singulier-pluriel :
| Paire | Singulier      | Pluriel | Fonctions                                                         | Exemples |
| ----- | -------------- | ------- | ----------------------------------------------------------------- | --- |
| 1     | mu-/um-/∅      | /ba-    | êtres animés                                                      | múntu, bántu (personne) mulópwe, balópwe/bamilópwe (chef) umbévu, babévu (malade) mfúmu, bamfúmu (notable) ntambo, bantambo (lion) noni, banoni (oiseau) |
| 2     | mu-            | mi-     | arbres, plantes et autres inanimés                                | mútyi/múci, mítyi/míci (arbre) mútwa, mítwa (tête) |
| 3     | ki-            | bi-     | objets inanimés, langues                                          | kíntu, bíntu (chose) kípona, bípona (siège) kifalánsa (langue française)                                                                                 |
| 4     | ka-            | tu-     | diminutifs et petites choses                                      | kamwé, tumwé (moustique) kasólwa, tusólwa (hache) |
| 5     | n-             | n-/∅    | plusieurs concepts différents                                     | ngábo, ngábo (bouclier) mfuló, mfuló (fin, extrémité) |
| 6     | lu-            | n-/ma-  | idée de longueur ou, avec ma-, de grande taille ou quantité       | lúdimi, ndími (langue) mádimi (beaucoup de langues) luvúla (vent) lúi, ngúi/malúi                                                                        |
| 7     | ku-/lu-/bu-/di | ∅/ma-   | concepts plus abstraits ou verbes                                 | kuboko, maboko (bras) lwayo, mayo (trace) buta, mata (arc) dibele, mabele (sein)                                                                         |
| 8     | mu/pa/ku       |         | préfix locatif (intérieur avec mu, sur avec pa, derrière avec ku) | |

di-/ma-
Concepts variés (Dina, mana, diiso, meeso)